# 網走観光ホテル
網走観光ホテル（あばしりかんこうホテル、英: Abashiri Kankou Hotel）は、北海道網走市にある宿泊施設。

## 沿革
- 1962年（昭和37年）：名古屋鉄道（名鉄）が資本参加し、道東観光開発が名鉄グループとなる。
- 2012年（平成24年）：道東観光開発がタカハシの傘下となる[1]。
- 2015年（平成27年）：ブリーズベイホテルが買収し、運営開始[2]。

## 施設
客室
- 本館 なごみ野
  - 和洋室・和室（10畳和室、和洋室）
- 新館 花さらさ
  - 特別室・和室（特別室（和洋室）、12畳和室）
- 別館 えぞむら咲
  - 洋室・和室（ツイン、ベッド付きシングル和室8畳和室、）

大浴場
- 展望風呂 呼び人の湯（網走湖畔温泉）
- 展望サウナ

宴会場・会議室
- 聚楽（54帖・60帖、最大228帖）
- 会議室 ライラック（40帖・42帖・43帖、最大125帖）

その他
- テラス
- ラウンジ
- レストラン フォーレ

## アクセス
博物館網走監獄、オホーツク流氷館、北海道立北方民族博物館から車で約6分に位置している。
- 網走バス「観光ホテル」バス停から徒歩約5分
- 北海道旅客鉄道（JR北海道）網走駅から車で約10分
- 女満別空港から車で約20分